# Voo Formosa Airlines 7601
O Voo Formosa Airlines 7601 foi um acidente aéreo que matou 16 pessoas em 10 de agosto de 1997 em Beigan, Ilhas Matsu, Fujian, Taiwan.

## Acidente
O Voo 7601 da Formosa Airlines, um Dornier Do 228, decolou do Aeroporto de Taipé Sungshan às 07:37, horário local, com 14 passageiros e dois pilotos a bordo para um vôo para o Aeroporto de Beigan. Chuva e ventos fortes fizeram com que o avião perdesse sua primeira aproximação ao Aeroporto Matsu Beigan. Durante a arremetida, o piloto virou à direita em vez de à esquerda. A aeronave caiu e pegou fogo após atingir uma castelo d'água militar a cerca de um quilômetro do aeroporto. Todos os 16 passageiros e tripulantes a bordo morreram.
Pouco depois do acidente, um oficial do clima local tentou se suicidar. O diretor da Administração da Aeronáutica Civil, Tsai Tui, disse que a tentativa de suicídio resultou do clamor público sobre o acidente.